# 王为强
王为强（1947年—），汉族，中华人民共和国政治人物、第十一届全国政协委员。
加入中国共产党，担任中国工商银行工银国际监事长。2008年，当选第十一届全国政协委员，代表经济界，分入第三十四组。并担任经济委员会专委。